# Alquife

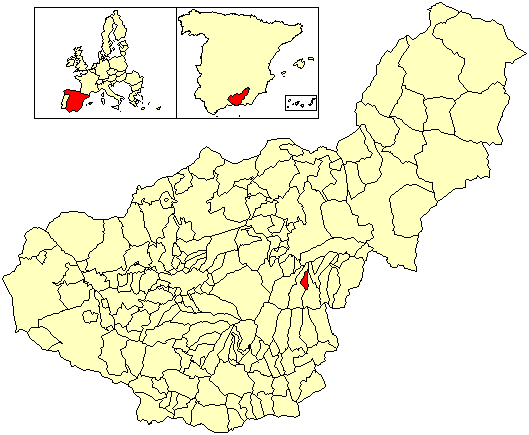
Localização de Alquife

Alquife é um município da Espanha na província de Granada, comunidade autónoma da Andaluzia, de área 12,19 km² com população de 823 habitantes (2007) e densidade populacional de 67,51 hab./km².

## Demografia
| Variação demográfica do município entre 1991 e 2004 | Variação demográfica do município entre 1991 e 2004 | Variação demográfica do município entre 1991 e 2004 | Variação demográfica do município entre 1991 e 2004 |
| --------------------------------------------------- | --------------------------------------------------- | --------------------------------------------------- | --------------------------------------------------- |
| 1991                                                | 1996                                                | 2001                                                | 2004                                                |
| 1150                                                | 1018                                                | 896                                                 | 828                                                 |